# Amperbrücke (Fürstenfeldbruck)
Die Amperbrücke ist eine im Jahr 1909 erbaute Stahlbeton-Plattenbrücke in Fürstenfeldbruck. Der Flussübergang ist namengebend für den Markt und die Stadt, die sich unterhalb des Klosters Fürstenfeld entwickelten. Die Brücke verbindet die Haupt- und die Münchener Straße, welche im Verlauf der Bundesstraße 2 liegen.

## Entstehung und Geschichte

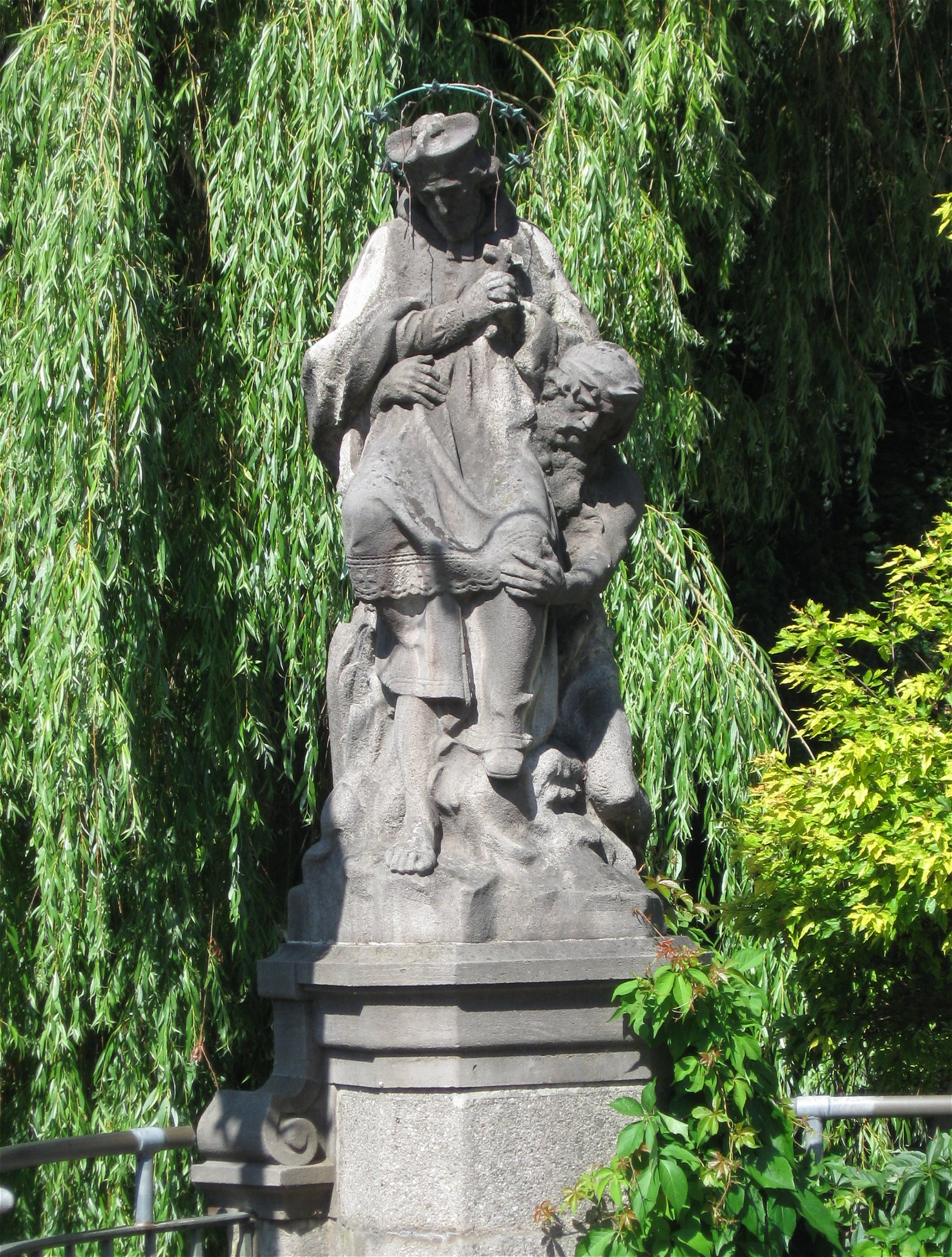
Brückenfigur

In den Urkunden ist 1184 erstmals eine Brücke in der Nähe der Pfarrkirche St. Stephan bei Pfaffing erwähnt. Der Flussübergang wurde im Besonderen von Salztransporten zwischen Reichenhall und Augsburg benutzt. Das Zollrecht, das neben dem Unterhalt der Brücke auch die Instandhaltung der Zufahrtsstraßen umfasste, übten zunächst die Gegenpointner. Zollpflichtig waren nicht nur Ortsfremde, sondern auch die Anwohner der Stadt selbst. Das Zollrecht ging später durch Heirat an das adlige Geschlecht von Pellhiem über und wurde von diesem 1425 aus Geldmangel an das Kloster Fürstenfeld verkauft. Als das Kloster 1803 aufgehoben wurde, ging die Brücke in den Besitz der Marktgemeinde Fürstenfeldbruck über. Im Jahr 1804 wurde die Zollpflicht für die Brücke aufgehoben, jedoch übernahmen die Brucker die Verpflichtung zur Instandhaltung des Bauwerks.

## Bauwerk

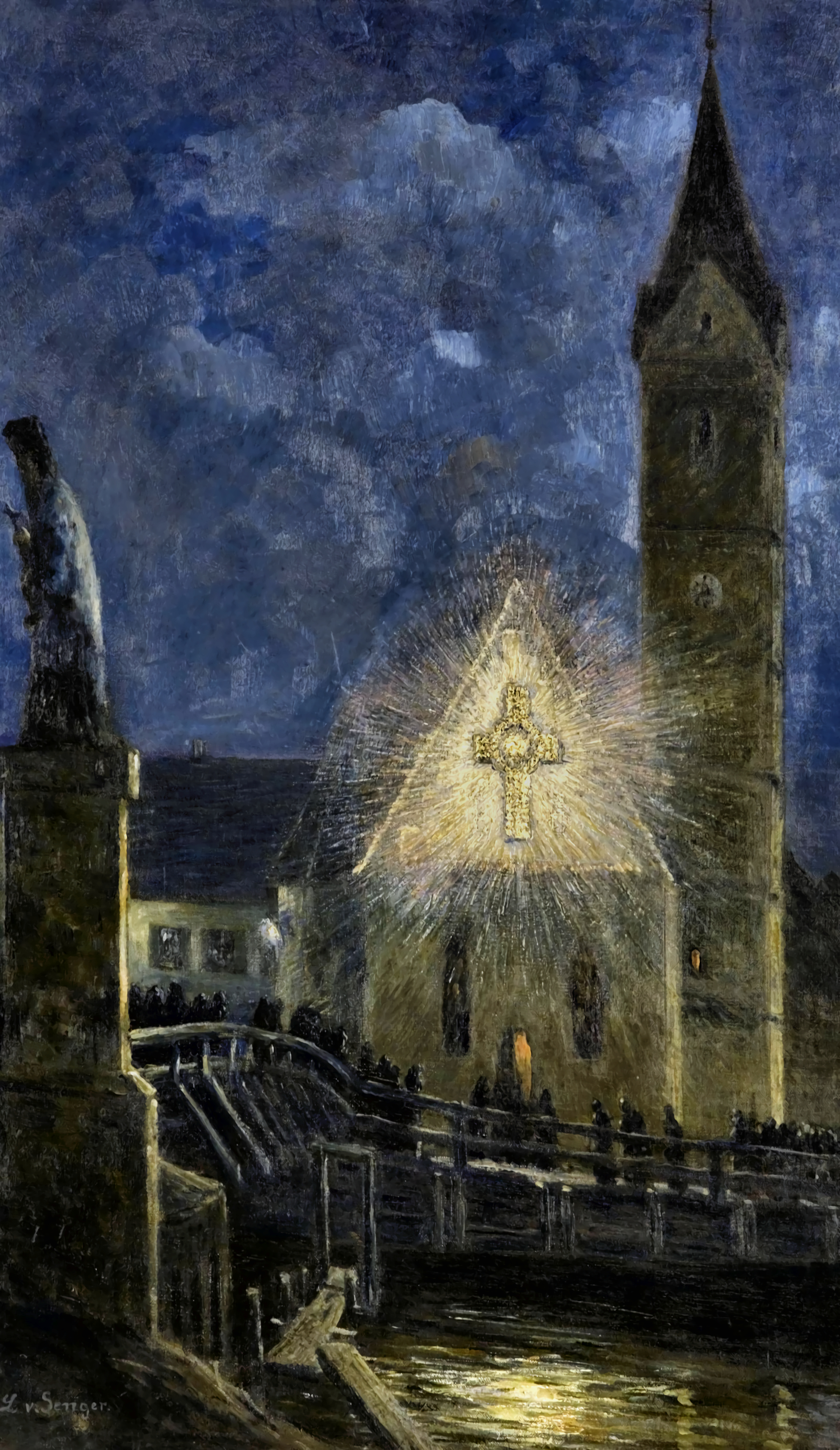
Holzbrücke und Leonhardikirche um 1900, Gemälde von Ludwig von Senger

Ursprünglich überspannte eine Holzbrücke die Amper, sie wurde aber durch Hochwasser und Eisschläge regelmäßig beschädigt und musste deshalb laufend instand gesetzt werden. Neben der Brücke befand sich eine Rossschwemme, in der Nutztiere gewaschen werden konnten.
Im Jahre 1909 wurde die Amperbrücke als Stahlbetonkonstruktion neu erbaut und enthält neben Brüstungen im Jugendstil auch eine im Jahr 1924 an dieser Stelle angebrachte Skulptur des Brückenheiligen Johannes von Nepomuk. Auch an der alten Brücke befand sich seit 1722 eine Statue mit dessen Abbildung aus Kupfer, die ein auf einem Stich von Michael Wening aus dem Jahr 1700 sichtbares, vorher dort angebrachtes Kreuz ersetzte.
Im April 1945 bewahrten Fürstenfeldbrucker Bürger die Brücke vor der Zerstörung durch flüchtende SS-Truppen.

## Geplanter Neubau
Im April 2014 wurden Probebohrungen durch das Straßenbauamt durchgeführt, um den Baugrund für einen Neubau der Amperbrücke zu prüfen, welcher das Bauwerk von 1909 ablösen würde. Dadurch könnte die Brücke auch für Fahrzeuge mit einem Gesamtgewicht von mehr als 16 Tonnen freigegeben werden. Gegen die Pläne rührt sich Widerstand bei den Bewohnern der Stadt, die befürchten, dass die Brücke auch von 40 Tonnen LKW benutzt werden könnte, und auf den denkmalschützerischen Wert des Bauwerkes hinweisen.